# Caquiaviri
Caquiaviri är en ort i Bolivia.   Den ligger i departementet La Paz, i den västra delen av landet, 400 km nordväst om huvudstaden Sucre. Caquiaviri ligger 3 940 meter över havet och antalet invånare är 399.
Terrängen runt Caquiaviri är kuperad åt sydost, men åt nordväst är den platt. Runt Caquiaviri är det mycket glesbefolkat, med 4 invånare per kvadratkilometer.. Caquiaviri är det största samhället i trakten. 
Trakten runt Caquiaviri består i huvudsak av gräsmarker.